# Meticcio (film)
Meticcio (Métisse) è un film del 1993 diretto da Mathieu Kassovitz.
Tre ragazzi francesi sono protagonisti di una storia sentimentale che investe anche aspetti razziali legati alle diverse origini di ognuno.

## Trama
Lola è un'avvenente ragazza meticcia che un giorno scopre di essere incinta. Decide così di convocare contemporaneamente i suoi due amanti per informarli e per precisare che, in ogni caso, lei vuole portare avanti la gravidanza. Felix e Jamal non si conoscevano prima, e come era prevedibile date le circostanze, entrano subito in contrasto. Anche perché non potrebbero essere più diversi. Felix è bianco, viene da una modesta famiglia ebrea, e vive di espedienti andando in giro con la sua bici da corsa per le strade di Parigi. Jamal è nero, rampollo di una famiglia di diplomatici africani, studia Diritto all'università ed ha un futuro già ben delineato e sicuro.
Nell'incertezza di chi sia il padre, Felix fugge dalle proprie eventuali responsabilità, mentre Jamal al contrario cambia vita lasciando l'università e andando a lavorare in un fast food per venire incontro a Lola cui decide di legarsi. In seguito Felix, spinto anche dall'amico Max, si riavvicina a Lola accettando il confronto con il rivale Jamal. Sorprendentemente tra i due nasce una complicità che permetterà all'indecisa Lola di arrivare serenamente alla nascita del suo bambino.

## Produzione
Mathieu Kassovitz, di padre ebraico e madre cattolica, è al suo primo lungometraggio come regista, mentre come attore aveva già avuto altre esperienze, come quella a soli dodici anni in Au bout du bout du banc, diretto dal padre Peter, che qui compare nella piccola parte di un noioso professore di diritto.
Due anni più tardi dirigerà L'odio, film che lo rivelerà in patria e all'estero, che vedrà impegnati praticamente tutti i protagonisti di Métisse: Vincent Cassel, Hubert Koundé, lo stesso regista e, in una piccola parte, Julie Mauduech. Quest'ultima è stata anche moglie di Kassovitz, con la quale ha avuto una figlia, prima di separarsi.